# Станишич
Станишич (серб. Станишић) — село в Сербії, належить до общини Сомбор Західно-Бацького округу в багатоетнічному, автономному краю Воєводина.

## Населення
Населення села становить 4971 осіб (2002, перепис), з них:
- серби — 3511 — 73,02%;
- хорвати — 367 — 7,63%;
- мадяри — 363 — 7,54%;
- югослави — 140 — 2,91%;

Решту жителів  — з десяток різних етносів, зокрема: македонці, румуни, бунєвці, німці і навіть кілька русинів-українців.